# フォレオ
フォレオ(FOLEO)とは、大和ハウス工業（横浜四季の森フォレオのみ大和ハウスリアルティマネジメント）が日本国内に展開するショッピングセンターのブランドの一つである。
FOLEOのFはForest（森）、OはOasis（憩いの場所）、LはLife（暮らし）、EはEcology（環境）、OはOn&off（オンタイム・オフタイム）の頭文字である。

## 店舗

### 現存する店舗
- フォレオせんだい 宮の杜（宮城県仙台市宮城野区）
- フォレオ菖蒲（埼玉県久喜市）
- フォレオ青梅（東京都青梅市）
- 横浜四季の森フォレオ（神奈川県横浜市旭区）
- フォレオ大津一里山（滋賀県大津市）
- フォレオ大阪ドームシティ（大阪府大阪市西区）
- フォレオ広島東（広島県広島市東区）
- フォレオにいはま（愛媛県新居浜市）
- フォレオひびきの（福岡県北九州市若松区）
- フォレオ博多（福岡県福岡市博多区）

### 過去に存在した店舗
- フォレオタウン筒井（奈良県大和郡山市）

ショッピングセンターとしては存続しているが、フォレオブランドを離れタウン筒井へと名称が変更された。
- フォレオひらかた（大阪府枚方市） - 2025年2月2日閉店[4]